# ハルディマンド
ハルディマンド（英：Haldimand County、正式名称：ハルディマンド郡）は、カナダのオンタリオ州南西部に位置する地方行政区のひとつ。ナイアガラ半島に位置し、エリー湖の北岸と接している。「郡」の名称が残っているが、行政レベルは郡ではなく単一層自治体であり、「市」の中でもトロント、ハミルトンなどと同じく強い行政権を持っている。行政府の市庁舎はカユガにある。
市内の多くは農業地であるが、重化学工業地帯を合わせ持ち、州内最大の火力発電所であるナンティコック発電所（Nanticoke Generating Station）がここにある。

## 歴史
ハルディマンドの歴史は隣接するノーフォーク郡と多くの関連があり、1800年、ノーフォーク郡より分離する形で郡として設立されたことに始まる。ハルディマンドの地名はケベック州の統治者であったフレデリック・ハルディマンド（Frederick Haldimand）の名に由来する。
1974年にハルディマンド・ノーフォーク地域として再統合されたが、2001年に再び分割された。それぞれが歴史的な名称を受け継いで「郡」という名称を残したままの形になっているが、行政は単一層自治体へ格上げされた。

## 主な地区
- カユガ （Cayuga）
- ダンビル （Dunnville）
- カレドニア （Caledonia）
- ヘイガーズビル（Hagersville）
- ジャービス （Jarvis）
- 先住民族の保留地も存在する。